# Ostrovec-Lhotka
Pour les articles homonymes, voir Lhotka.
Ostrovec-Lhotka est une commune du district de Rokycany, dans la région de Plzeň, en République tchèque. Sa population s'élevait à 103 habitants en 2021.

## Géographie
Ostrovec-Lhotka se trouve à 7 km au nord-ouest de Zbiroh, à 22 km au nord-est de Rokycany, à 32 km au nord-est de Plzeň et à 55 km à l'ouest-sud-ouest de Prague.
La commune est limitée par Podmokly au nord, par Skryje au nord et au nord-est, par Líšná au sud-est, par Zbiroh au sud et par Terešov et Mlečice à l'ouest.

## Histoire
La première mention écrite du village date de 1115.

## Administration
La commune se compose de deux sections :
- Lhotka
- Ostrovec

## Galerie

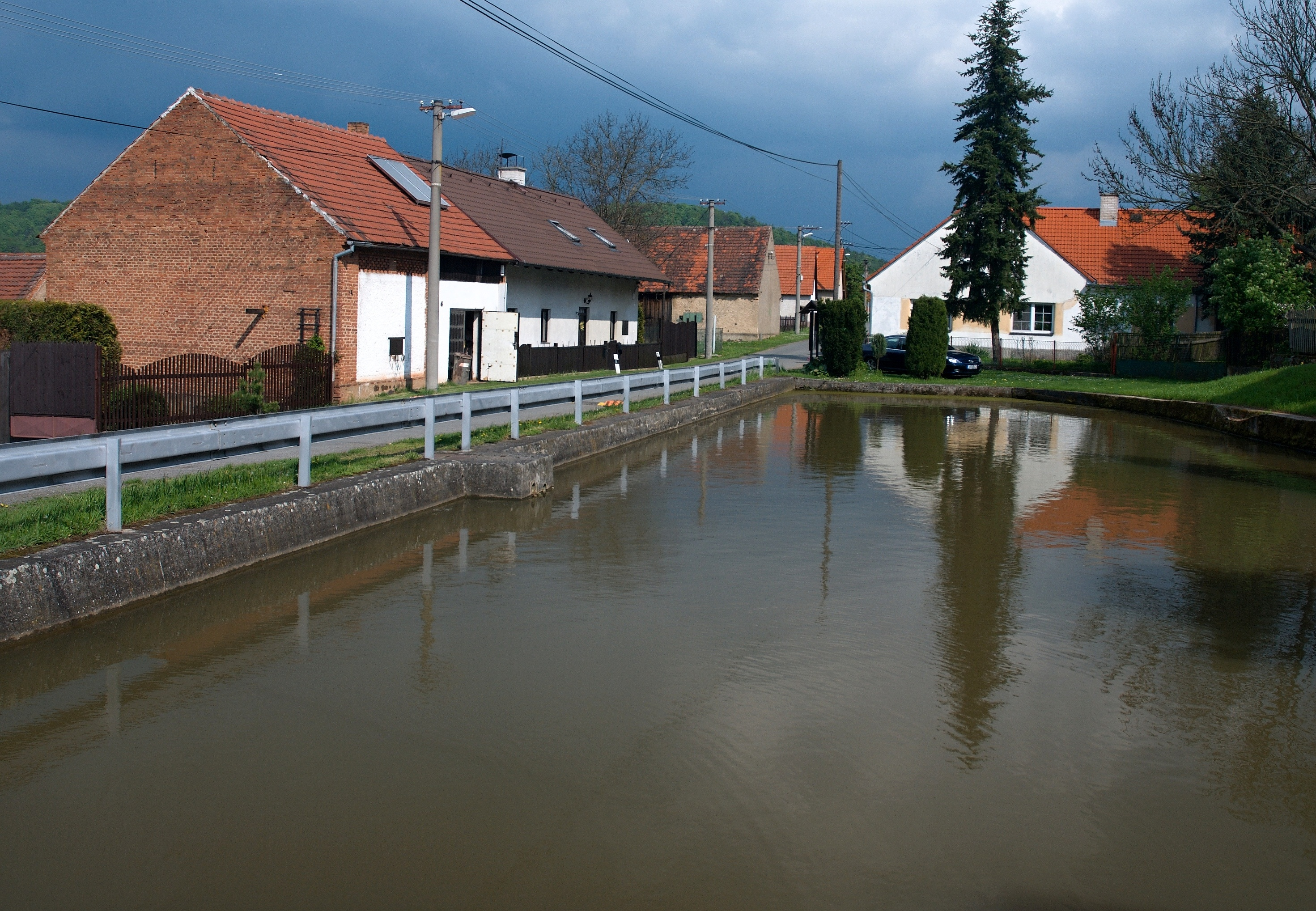
Étang à Lhotka.
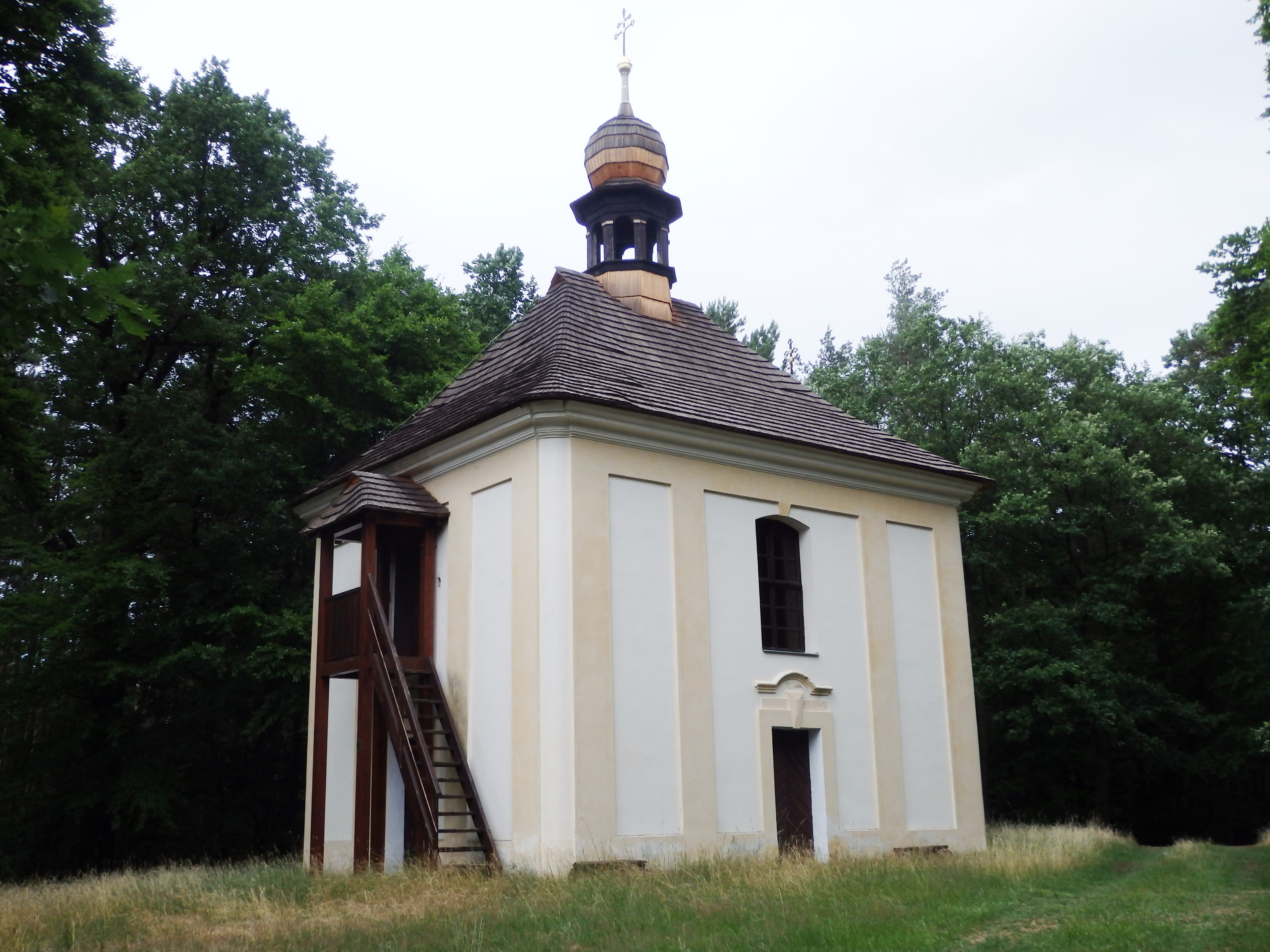
Chapelle Saint-Vojtech à Lhotka.

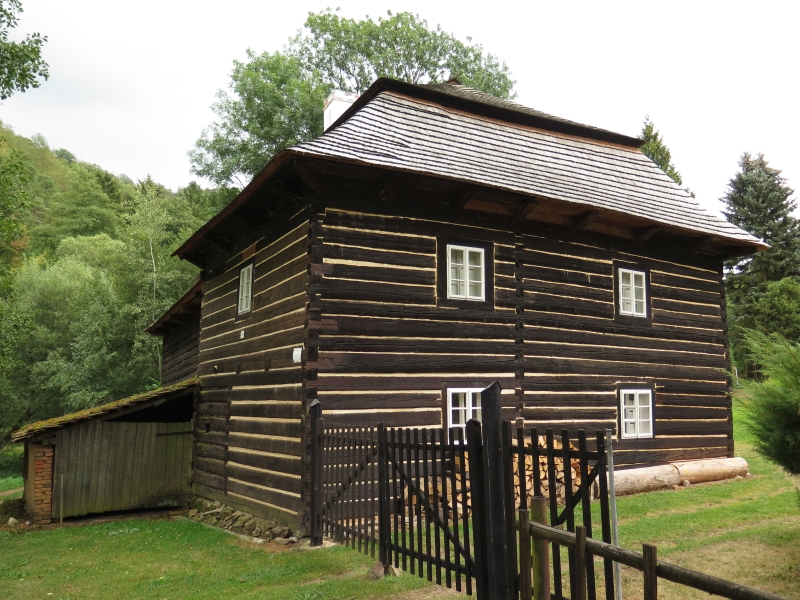
Maison en bois à Ostrovec.
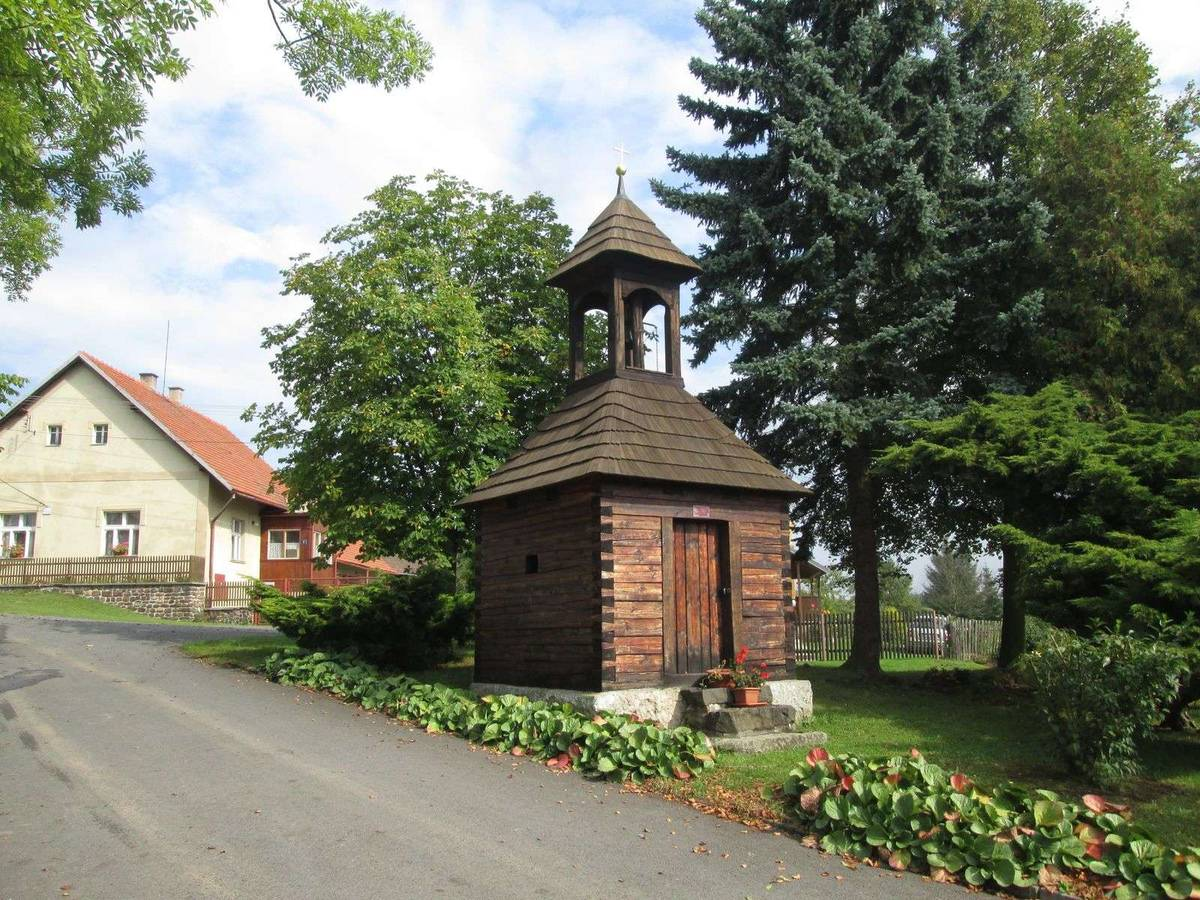
Chapelle à Ostrovec.

## Transports
Par la route, Ostrovec-Lhotka se trouve à 13 km de Zbiroh, à 33 km de Rokycany, à 56 km de Plzeň et à 76 km de Prague. 